# Semomesia croesus
Semomesia croesus är en fjärilsart som beskrevs av Fabricius 1776. Semomesia croesus ingår i släktet Semomesia och familjen Riodinidae. Inga underarter finns listade i Catalogue of Life.

## Bildgalleri

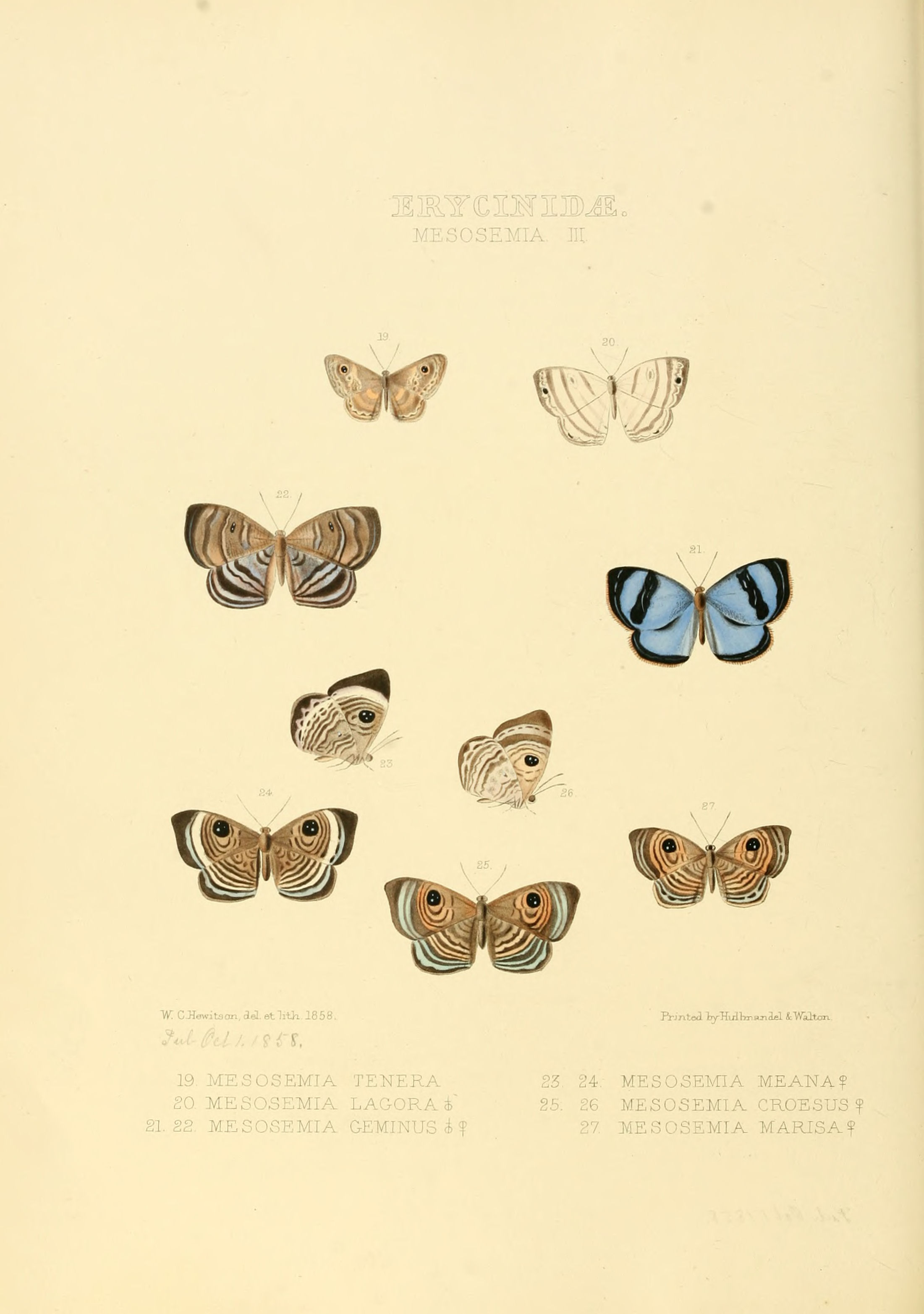
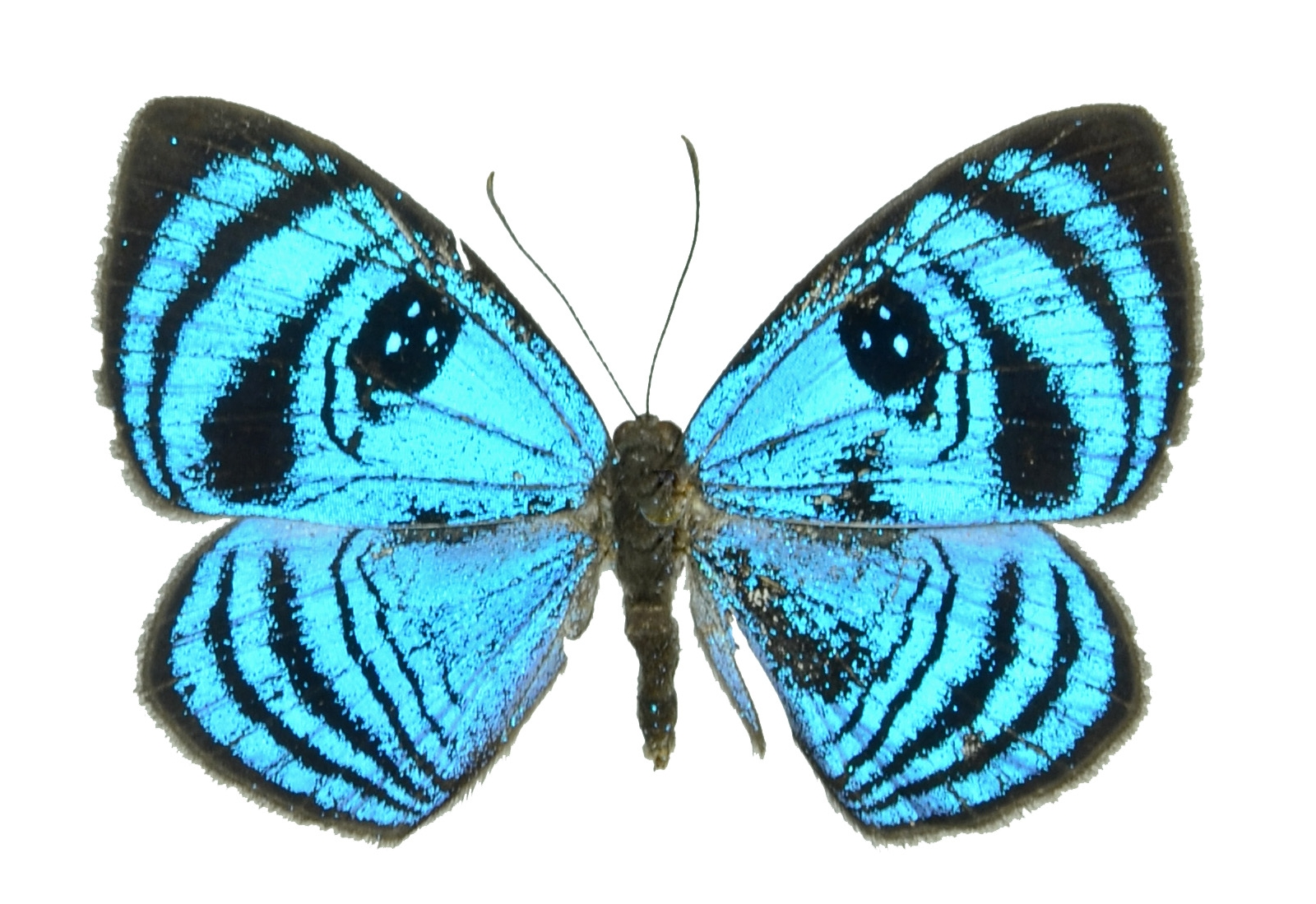
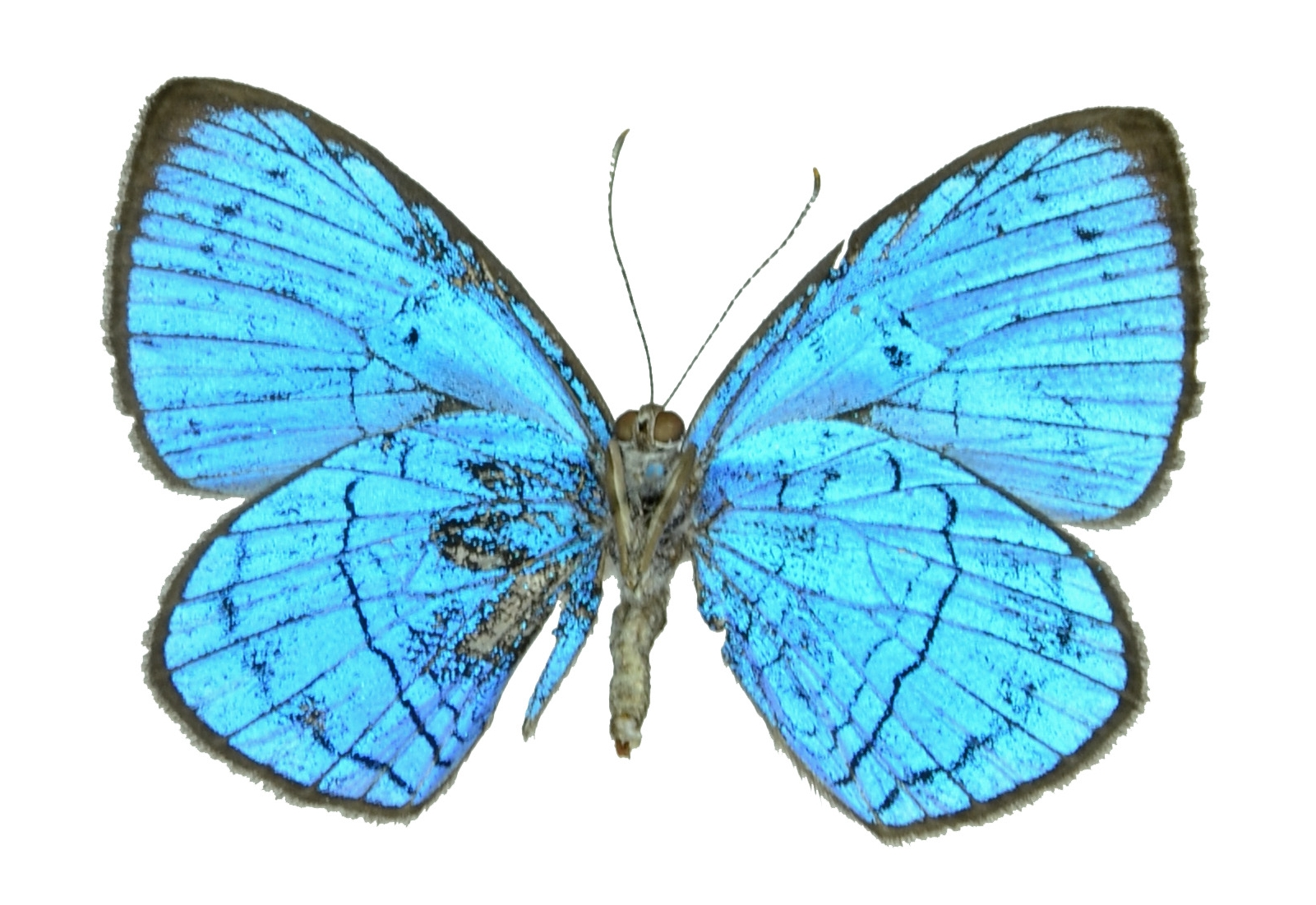